# JR貨物19V形コンテナ
JR貨物19V形コンテナ（JRかもつ19Vがたコンテナ）は、日本貨物鉄道（JR貨物）が製造した12 ft両側開き通風コンテナである。

## 概要
JR貨物では、通風装置の簡略化として2002年に19D形の12101、12102を製造し、V19B形として量産されたが、更なる通風装置の簡略化として本形式が生産された。通風装置は、側板に開けられた穴に黄色い可動板を貼ったものとなり、非常に簡略化されている。また本形式は、V19C形とはならず19V形と命名されている。
2004年（平成16年）頃に19V-0001、19V-0002が製造されたが、その後は消息不明である。